# Messageries Maritimes
Messageries maritimes fue una compañía naviera francesa. Comenzó a funcionar en 1852 dentro de Messageries Nationales. En 1977 se fusionó con la Compagnie Générale Transatlantique para formar la compañía Compagnie Générale Maritime (CGM). En 1996 CGM fue privatizada y vendida a Compagnie Maritime d'Affrètement (CMA) formando CMA CGM. A principios del siglo XX la Compagnie des Messageries Maritimes era considerada por el gobierno como un instrumento de prestigio y "muestra de la grandeza de Francia".

## Historia

### Antecedentes
El 28 de febrero de 1851 el gobierno francés le otorgó una concesión a la Compagnie des Messageries Nationales para brindar servicios de transporte de correo en rutas marítimas a lo largo del Mediterráneo. Era la primera vez que el gobierno le otorgaba a una empresa privada la explotación de un servicio público marítimo de gran escala. La concesión se otorgó por un plazo de 20 años. Algunas rutas eran: Marsella - Malta (3 viajes mensuales), Marsella - Constantinopla (2 viajes mensuales), Marsella - Alejandría (3 viajes mensuales).

### Creación de la compañía

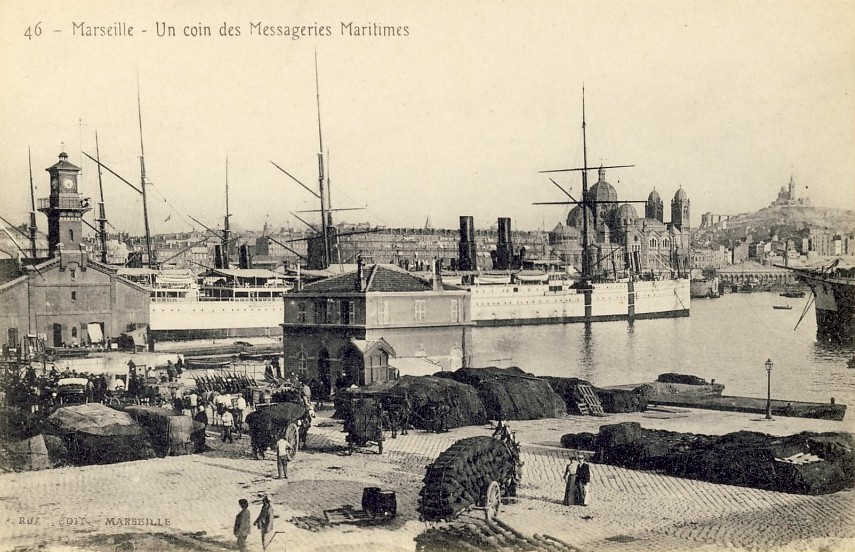
Los muelles de la compañía en Marsella.

El 22 de enero de 1852 se aprobaron los estatutos de la Compagnie des Services Maritimes des Messageries Nationales, dependiente de la Compagnie des Messageries Nationales y operando bajo la misma concesión de 1851. La nueva empresa, además del correo, transportaría pasajeros y cargas generales. El estado francés tenía la capacidad de regular el establecimiento de las rutas, los horarios y las características técnicas de los buques. La concesión establecía que la empresa debía transportar la correspondencia oficial y un cierto número de pasajeros (funcionarios públicos y militares) a una tarifa preferencial. Mientras duró la concesión, la empresa recibió subsidios del Estado.
Entre 1853 y 1871 la empresa se denominó Compagnie des Services Maritimes des Messageries Impériales.
La compañía comenzó sus operaciones con una flota de 16 barcos cedidos por el Estado francés. La mayoría de estos barcos eran obsoletos y no se adaptaban a las necesidades del servicio. Hacia 1871 Messageries Maritimes revirtió la situación con la incorporación de barcos modernos.

### Expansión geográfica

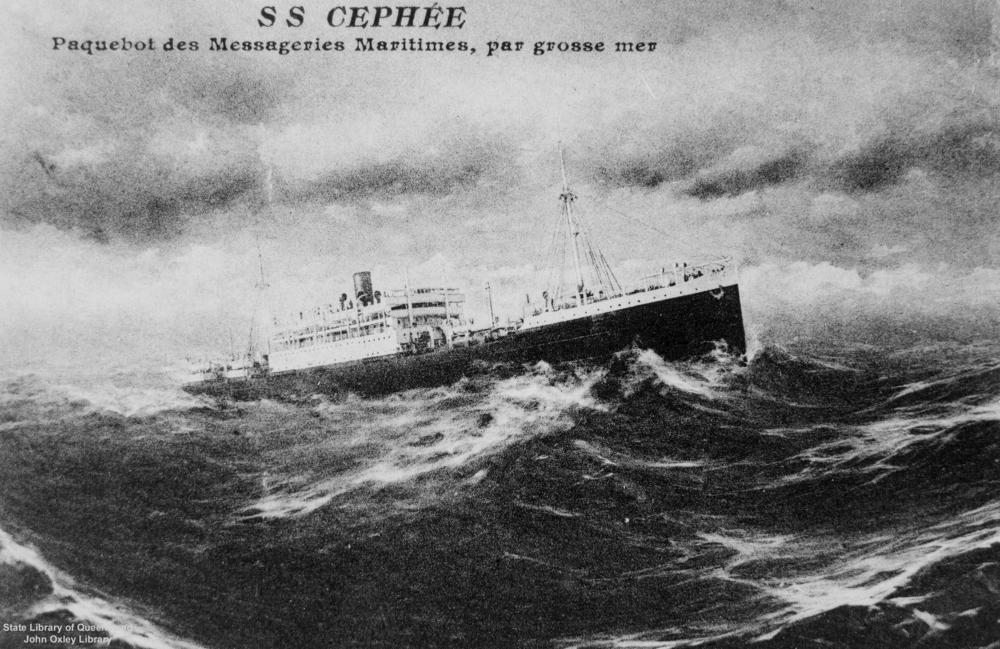
El transatlántico Céphée (ex Buenos Aires) fue transferido como parte de las reparaciones de guerra.

Messageries Maritimes obtuvo autorización en 1857 para establecer un servicio regular entre Francia y América del Sur. La compañía recibía un subsidio de 4,7 millones de francos anuales para mantener la ruta que conectaba Marsella con Río de Janeiro, Montevideo y Buenos Aires. El servicio comenzó en 1861.
En 1861 la compañía firmó otra convención con el gobierno francés, para reforzar los servicios al extremo oriente. Desde ese año se estableció un servicio entre Marsella y Saigón. Desde 1864 se incorporó Shanghái y Calcuta al itinerario. También se creó una ruta a Reunión y Seychelles
Con la inauguración del Canal de Suez en 1869, Messageries Maritimes pudo acortar los tiempos de viaje en sus rutas a Oriente, evitando el transbordo en Alejandría.

### La compañía y el colonialismo

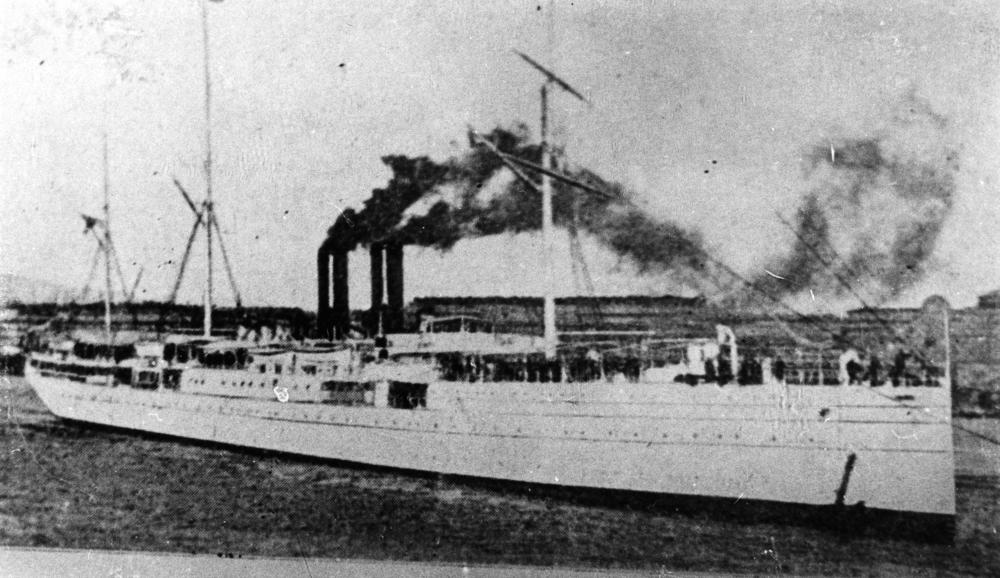
Dumbéa.

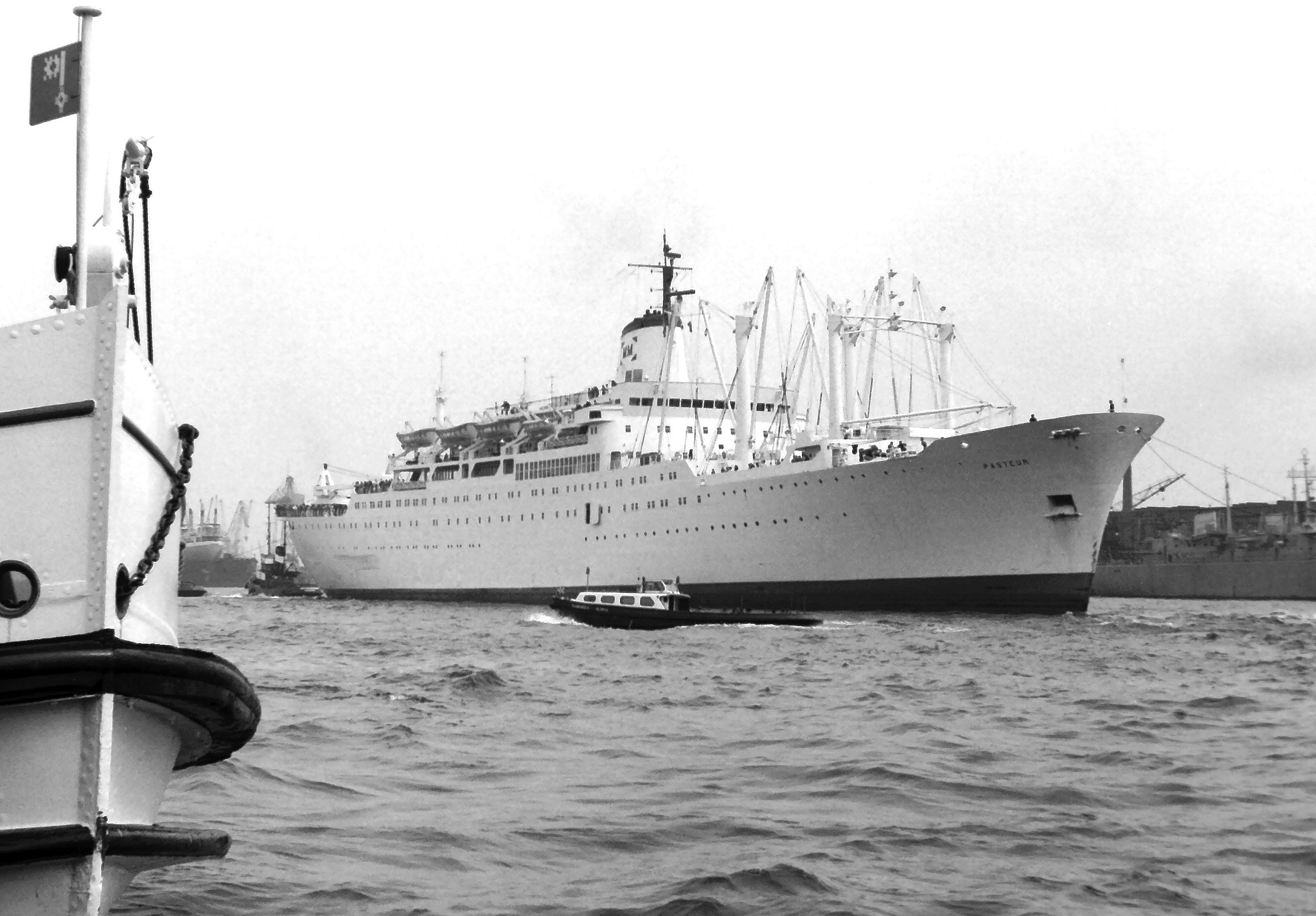
Pasteur (1966).

La Compagnie des Messageries Maritimes era un instrumento fundamental de la política colonial de Francia. Sus rutas, itinerarios fijos y preponderancia de barcos de pasajeros sobre los de carga, estaban determinados por las necesidades del sistema colonial.

### Fusión
El 23 de febrero de 1977 la Compagnie des Messageries Maritimes se fusionó con la Compagnie Générale Transatlantique para formar la Compagnie Générale Maritima.